# هارفي أندريه
هارفي أندريه هو سياسي كندي، ولد في 27 يوليو 1940 في إدمونتون في كندا، وتوفي في 21 أكتوبر 2012. حزبياً، نشط في الحزب الكندي التقدمي المحافظ. وقد انتخب عضو مجلس العموم الكندي.